# CMTM2
CMTM2‏ (CKLF like MARVEL transmembrane domain containing 2) هوَ بروتين يُشَفر بواسطة جين CMTM2 في الإنسان.